# تیم داگت
تیم داگت (به انگلیسی: Tim Daggett) ژیمناست زادهٔ ۲۲ مهٔ ۱۹۶۲ میلادی اهل کشور ایالات متحده آمریکا است.